# Kate Humble
Katherine "Kate" Humble (n. 12 decembrie 1968) este o prezentatoare de televiziune engleză, în principal pentru BBC, specializată în programe documentare despre animale sălbatice și știință. Ea este, de asemenea, actualul președinte al RSPB.

## Tinerețea și educația
Născută la Wimbledon având ca părinți pe Nick Humble și Diana Carter, ea a crescut în Bray în Berkshire și a fost înscrisă la Școala Abbey, Reading. 
| “ | Am fost o elevă foarte proastă. Am avut un profesor de latină fantastic cu care am învățat limba latină ajungând la nivelul A, deci cariera mea școlară nu a fost ceva de care să fim mândri. | ” |

După ce a părăsit școala, a călătorit prin Africa de la Cape Town la Cairo, a avut diverse locuri de muncă, inclusiv prin restaurante, deoarece se gândea să se facă chelneriță. A revenit în Africa de multe ori de atunci. În 1994 a călătorit în jurul insulei Madagascar, și a găsit subiectul pentru primul ei articol pentru "The Daily Telegraph". De atunci, ea a scris articole despre scufundări și ciclism în Cuba, despre un lac ce "explodează" în Camerun, precum și alte lucrări.

## Cariera
În 1990, Humble a apărut pentru prima oară ca actriță într-o producție Spymaker TV: The Secret Life of Ian Fleming - și a fost creditată ca "Lauren Heston .... roșcată".

Humble și-a început cariera de televiziune ca un cercetător, mai târziu, iar apoi a fost invitată la programe celebre cum ar fi Top Gear,  Tommorow's World și seria din 2001 a postului The Holiday Programme.

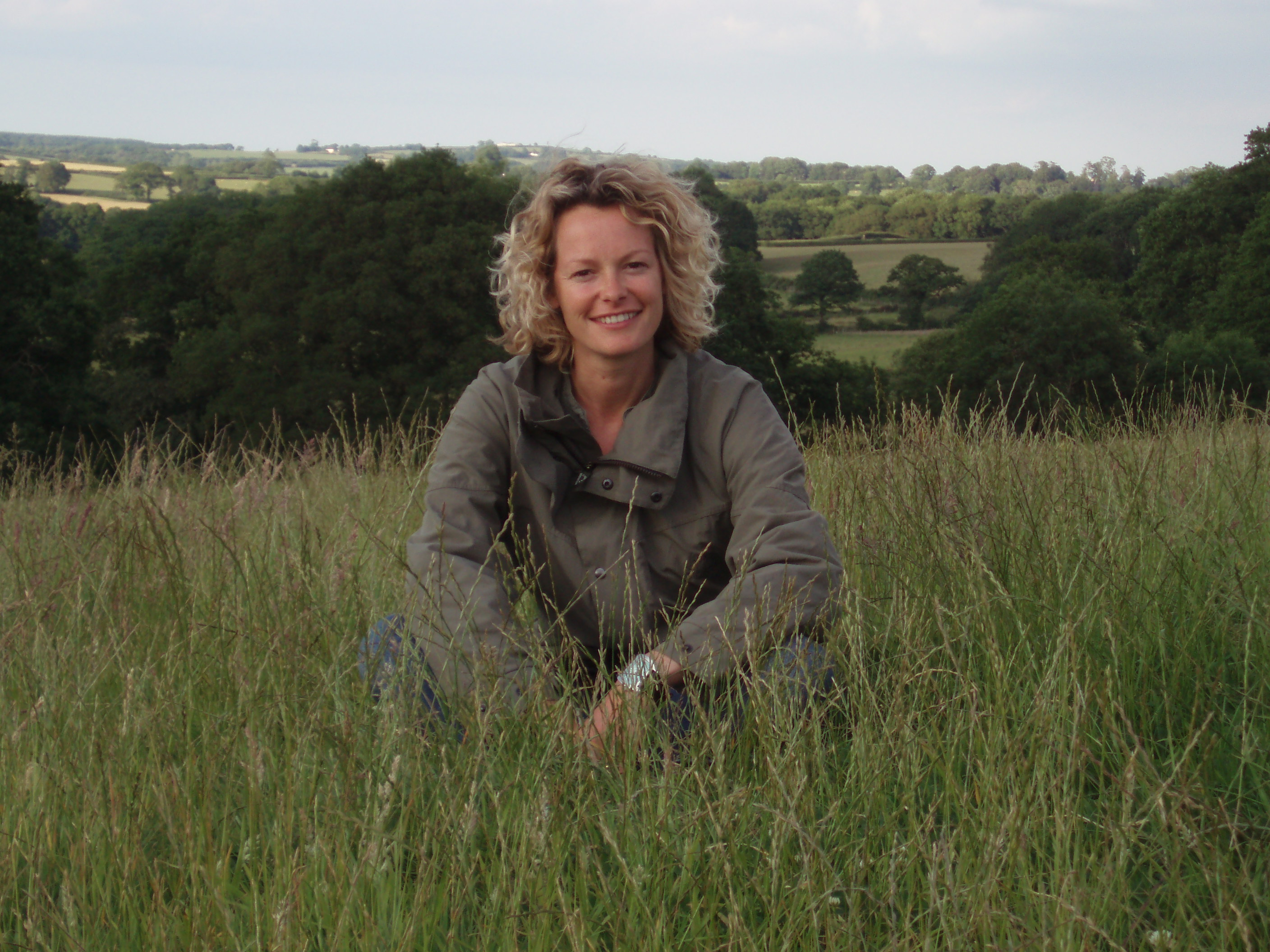
La ferma Springwatch

Humble s-a specializat în prezentarea programelor despre animale sălbatice, inclusiv Animal Park, Springwatch cu Bill Oddie, Autumnwatch, Wild în Africa și Seawatch.
Din 2000 până în 2005 a prezentat o serie a serialului BBC numit "Știință pură" (Rough science), în care un grup de oameni de știință au primit diverse provocări care trebuie rezolvate folosind doar instrumente de bază, materiale și... știință.
Humble a prezentat Blue Planet Live! în 2008, emisiune ce a fost televizată în Marea Britanie, la "Wembley Arena", Sala Sf. David din Cardiff și la "Symphony Hall" din Birmingham.
Seria televiziunii BBC, The Hottest Place On Earth (Cel Mai Tare Loc De Pe Pământ), este o înregistrare de o lună din Depresiunea Danakil din Etiopia.
Ea efectuează ocazional, pe circuit, conferințe cu un spectacol bazat pe experiențele ei cu animale sălbatice, intitulat Harassed by Hippos and Battered by Cod: A Humble Way to Make a Living.
La 16 februarie 2009, ea a debutat în Countdown's Dictionary Corner.
Ea a fondat site-ul "Stuff Your Rucsack", care ajută organizațiile din întreaga lume cu găsirea obiectelor de care pentru a călători.
La 29 iulie 2009 Humble a scris un articol pentru programul Who Do You Think You Are? (Cine Te Crezi?) . Bunicul ei, Bill Humble a fost un pilot de încercare, care a testat Tempest Hawker și bunicul ei matern Stan Carter a servit ca ofițer în RAF.
În luna august a anului 2009, Humble a prezentat o serie de programe pentru BBC, în care ea parcurge două mii de mile într-o călătorie în Orientul Mijlociu, în urma unui vechi drum comercial de tămâie din Arabia unde este prima conectare a lumii arabe cu Occidentul.
Ea a fost recent plecată în vacanță în regiunea de nord-est a Afganistanului, unde nu au existat semne ale conflictului, dar în cazul localnicilor din Wakhi, a fost de așteptat să fie ostili. Ea a scris despre experiențele sale în Afganistan pentru o publicare viitoare.
Din 3-7 mai 2010, ea a apărut ca invitat în colțul Countdown.
În februarie 2011 Humble a prezentat seria a 3-a din serialul Spice Trail, pe urmele celor 6 cele mai valoroase condimente din lume, unde dezvăluie istoria lor, comerțul, mitologia și utilizarea lor. Partea 1 - Piper și scorțișoară, Partea 2 - Nucșoară și cuișoare, Partea 3 - Șofran și vanilie.
În martie 2012 a co-prezentat cu dr. Helen Czerski trei părți din seriile BBC - "Orbit"  În iulie, Humble a co-prezentat Volcano Live cu profesorul Iain Stewart.

## Viața personală
Katherine Humble este căsătorită cu producătorul de televiziune Ludo Graham. S-au cunoscut atunci când ea a avut 16 ani și s-a căsătorit în Newbury, Berkshire, în 1992 la 23 de ani, iar în 2010 s-a mutat din Chiswick, Londra de Vest în Valea Wye, unde au vrut să trăiască pentru "un timp foarte lung" . Cuplul face scufundări, și își ia un concediu anual de două luni, în diferite părți ale lumii, cel mai adesea în Africa. Cuplul nu are copii, și Humble a declarat în interviuri că nu are nici o dorință să aibă copii în viitor. Într-un interviu acordat în 2007, Humble a descoperit bucuria ei pentru naturism. La data de 3 octombrie 2009 Humble a fost numită președinte al Royal Society pentru Protecția Păsărilor  Ea este absolventă de onoare a Open University. Humble devine o apicultoare și membră a Asociației Apicultorilor Britanici. În 2011 avea panouri solare instalate pe acoperișul fermei sale din Monmouthshire, pentru a practica metodele energetice mai durabile de aprovizionare.

## Programe
| - Holidays Out (1997) - Holiday (1998–2000) - The Essential Guide to Rocks (1998) - Holiday: Fasten Your Seat Belt '98 (1998) - Top Gear Waterworld (1998) - Holiday Snaps (1999–2001) - Webwise (1999) - Top Gear (seriile din 1977) (1999–2000) - Holiday on a Shoestring (2000–2001) - Esc@ape (2000) - Chef SOS (2000) - Shipwrecked (2000) - Countryfile (2000–2004) - Animal Park (prezentare din anul 2000) - Rough Science (2000–2005) - Holiday: You Call The Shots (2001–2003) - Ever Wondered: Colour - Blissfully Blue (2001) - Ever Wondered: Extremes - Surviving Antarctica (2001) - Rolf's Amazing World of Animals (2001) - City Hospital (2001–2004) - Tomorrow's World (2002) - The Abyss: Live (2002–2003) - Restoration (Seria 1 - ultima) (2003) - The Murder Game (2003) - Wild In Your Garden (2003) - Test Your Pet (2004) | - Britain Goes Wild with Bill Oddie (2004) - Amazon Abyss (2005) - Animal Park - Wild in Africa (2005–2006) - Springwatch (2005–2011) - Best of Springwatch with Bill Oddie (2005) - Autumnwatch (2006–2010) - Seawatch (2006) - The One Show (2006) - Springwatch Special (2006) - Climate Change: Britain Under Threat (2007) - Animal Park - Wild on the West Coast (2007) - Pacific Abyss (2007) - Ultimate Caving' (2007) - Britain's Lost World (2007) - One Man and His Dog (2008) - The Hottest Place on Earth (2008) - Who Do You Think You Are? sezonul 6, episodul 8 (29 iulie 2009) - The Frankincense Trail (2009) - Lambing Live (2010–2011) - Birds Britannia (2010) - The Spice Trail (2011) - Orbit: Earth's Incredible Journey (2012) - Volcano Live (2012) - Airport Live (2013) - Wild Shepherdess with Kate Humble (2013) - The Secret Life of the Sun (2013) |

## Legături externe
- Kate Humble's personal website
- BBC homepage of Kate Humble
- Kate Humble la Internet Movie Database
- Online chat with Kate on her "Holiday - You Call The Shots " experiences
- Interview on "SeaWatch" series
- Kate's charity Stuff Your Rucksack Arhivat în 11 mai 2010, la Wayback Machine.